# Malesin
Malesin – peryferyjna część miasta Sochaczew w województwie mazowieckim. Leży na samym południu miasta, w rejonie ulicy 15 Sierpnia.
Dawniej wieś w gminie Kozłów Biskupi w powiecie sochaczewskim w woj. warszawskim. Po wojnie jedna z 34 gromad gminy Kozłów Biskupi. W 1954 roku Malesin został siedzibą gromady Malesin. 31 grudnia 1959 roku został włączony do gromady Zakrzew.
Od 1973 wieś sołecka w gminie Nowa Sucha. 1 stycznia 1977 został włączony do Sochaczewa.